# Елас Либърти (транспортен кораб)
„Елас Либърти“ (на английски: SS Hellas Liberty) е транспортният кораб на САЩ SS Arthur M. Huddel от времето на Втората световна война, предаден на Гърция, където е преименуван и превърнат в кораб музей.

## История на MSArthur M. Hudell
През 1944 г. е използван при полагането на горивния тръбопровод под Ла Манш след десанта в Нормандия. След войната е изведен в резерв в залива Сюсън през 1946 г. Съдът е нает от компанията AT&T през 1956 г. и е преоборудован за полагане на кабели по морското дъно. После е в Резервния флот на националната отбрана на САЩ от 1957 до 1964 г. Прекласифициран е на баржа (1977), след което отново е на постоянна стоянка при James River от 1983 г. След това много от неговите възли и механизми (включително рулевото устройство) са демонтирани и използвани като резервни части за SS John W. Brown.

## „Либърти“ в гръцкия търговски флот
В навечерието на Втората световна война гръцкият търговски флот е 9-и в света по тонаж и наброява 577 парахода. Отчитайки, че в първата 9-ка са и 3-те водещи страни на Оста (Германия, Италия, Япония), а 4-ти е флотът на орязаната марионетна Франция (Режим на Виши), значението на гръцкия флот за антифашистката коалиция е голямо.
В годините на войната той губи над 75 % от тонажа си (429 парахода, 551 моторни ветрохода за средиземноморски каботаж) и над 3000 моряци (от общо 16 000 души). За сравнение Великобритания губи само 28% от търговския флот.
В знак на признание за огромния принос на гръцкия търговски флот за победата и понесените загуби в края на войната правителството на САЩ продава на гръцките корабовладелци, загубили съдовете си в Атлантика, 100 бр. „Либърти“ на преференциални условия. Всеки от тези 100 съда е предложен за 650 000 долара, с 25% предплащане и 17-годишен кредит, гарантиран от гръцкото правителство. В последващите години, но вече на текущи пазарни условия, гръцките корабовладелци купуват още 700 бр. „Либърти“.
Ако изначално идеята за „Либърти“ е да бъдат „кораби за 5 години“ и масовото им пенсиониране да се случва през 1960-те години, то гърците експолатират серията още 2 десетилетия. Последният „Либърти“ на гръцки корабовладелец е утилизиран през 1985 г.
В определена степен „Либърти“ са послужили за отправна точка на следвоенния успех на гръцкия търговски флот (под гръцки и други национални флагове), здраво държащ „лидерската позиция в световния търговски флот“.

## Идея за гръцкия музей на „Либърти“
Идеята за създаване на кораб музей в знак на признание на приноса на „Либърти“ в развитието на гръцкия търговски флот съзрява в неговите кръгове отдавна. След като правителството на САЩ обявява през 1980 г. своето намерение да превърне в музей кораба SS Jeremiah O’Brien от серията „Либърти“, гръцкият капитан А. Дзамдзис отправя от страниците на морското списание „Арго“ обръщение с инициативата за създаване на аналогичен гръцки музей. Инициативата намира широк отклик и е поддържана от Морската палата на Гърция. Но собственикът на последните 2 „Либърти“, стоящи на кея в залива Елефсис, ги продава за скрап.
20 години по-късно корабовладелецът В. Константопулос, поддържан от други корабовладелци и ентусиасти, се връща към тази идея и повтаря опита от преди време. С помощта на гръцката диаспора в САЩ е открит корабът Arthur M. Hudell (сред 3-те запазени в целия свят кораба от серията) и е установен контакт с американското правителство, което в крайна сметка го предоставя на Гърция, за да бъде преоборудван в музей. Съдът получава ново име: Hellas Liberty („Либърти Гърция“)
Със средства на Константопулос и създадения комитет корабът е подготвен за преход на Атлантическия океан и преминаване на Средиземно море. На 6 декември 2008 г. (на Никулден, деня на моряците) съдът излиза на буксир от Норфолк, САЩ. След 31 дни, на 11 януари 2009 г., пристига в Пирея и акостира до Министерството на морския флот.

## Кораб музейHellas Liberty
Със средства на Константопулос и другите участници в комитета и дарители е направен ремонт на кораба, включително поставяне на нов рул, винт, а също и преоборудването му в музей. Работите са извършени в Перама и на остров Саламина в течение на 2009 – 2010 г. През юни 2010 г. музеят отваря врати за първите си посетители до стария сух док на Василиадис в Пирея.
Бизнес планът предвижда 5 млн. долара за възстановяване на кораба и преоборудването в музей.
Освен че самият кораб, машинно-котелното му отделение и механизмите са музейни експонати, туйндековете се използват за музейни зали, където за всеки кораб от първите 100 гръцки „Либърти“ има отделен стенд, с подробна информация за неговата история и екипаж, с фотографии и макети. 4-тият туиндек се използва като зала за конференции за мероприятия на музея и на Министерството на морския флот.
Съдът е собственост на Министерството на морския флот на Гърция, но неговата експлоатация и функциониране като музей е възложено на Съюза на капитаните на Гърция.